# 25 oktober
25 oktober is de 298ste dag van het jaar (299ste dag in een schrikkeljaar) in de gregoriaanse kalender. Hierna volgen nog 67 dagen tot het einde van het jaar.

## Gebeurtenissen
- Algemeen
  - 1898 - Johanna ter Meulen en suikerraffinadeur Willem Spakler richten in Amsterdam de filantropische Woningmaatschappij Oud-Amsterdam NV op.
  - 1985 - Kraker Hans Kok overlijdt in zijn cel in het politiebureau van Amsterdam.
  - 1990 - De Albanese schrijver Ismail Kadare vraagt politiek asiel aan in Frankrijk.
  - 2022 - Trainer Mark van Bommel van Royal Antwerp FC wordt naar eigen zeggen even na middernacht bij het inrijden van de ondergrondse parkeergarage bij zijn woning opgewacht door een man met een pistool en een zaklamp. van Bommel verlaat achteruitrijdend de garage en botst daarbij tegen een andere auto waarop het autoalarm afgaat en de onbekende persoon vlucht.[1]
  - 2023 - Het gebied rond de stad Acapulco (Mexico) wordt getroffen door orkaan Otis die een ongewoon snelle intensivering heeft ondergaan en nu van de vijfde categorie is. Er zijn geen andere voorbeelden bekend van vergelijkbaar intense stormen in dit gebied.[2][3]
- Criminaliteit en veiligheid
  - 2023 - In Lewiston (Maine, Verenigde Staten) vallen 18 doden en 13 gewonden bij twee schietpartijen, na een klopjacht werd de dader uiteindelijk dood gevonden.[4]
- Media
  - 1952 - De Geïllustreerde Pers brengt het eerste Nederlandse exemplaar van het weekblad Donald Duck uit als bijlage van het damesblad Margriet.[5]
  - 1953 - Voor de eerste keer wordt een voetbalwedstrijd uitgezonden op de Nederlandse televisie. Voor de rechten van Nederland-België betaalt de NTS vijfhonderd gulden aan de KNVB. Nederland telt dertigduizend televisietoestellen.
- Muziek
  - 1995 - Cliff Richard wordt op Buckingham Palace door Koningin Elizabeth II geridderd voor het liefdadigheidswerk dat hij al jaren doet.[6]
- Oorlog
  - 732 - Slag bij Poitiers: Karel Martel verslaat de Arabische legers.
  - 1415 - Slag bij Azincourt.[5]
  - 1854 - Slag bij Balaklava.
  - 1978 - Zambia krijgt op korte termijn Britse wapens om zich te verdedigen tegen verdere Rhodesische aanvallen, zo maakt de Britse minister van Buitenlandse Zaken David Owen in Londen bekend.
  - 1983 - Invasie van Grenada door Amerikaanse mariniers.[5]
  - 1991 - Het Joegoslavisch Nationaal Leger verlaat Slovenië, dat aldus feitelijk onafhankelijk wordt.
- Politiek
  - 1555 - Keizer Karel V doet troonsafstand als keizer van Duitsland, koning van Spanje en heer der Nederlanden. Zijn zoon Filips II volgt hem op als koning van Spanje en heer der Nederlanden.[5]
  - 1936 - Duitsland en Italië sluiten een bondgenootschap, de zogenaamde As Rome-Berlijn.[5]
  - 1971 - De Volksrepubliek China wordt in de VN opgenomen.
  - 2022 - Rishi Sunak treedt aan als premier van het Verenigd Koninkrijk na een bezoek aan koning Charles III in Buckingham Palace.[7]
  - 2023 - In de Verenigde staten wordt de Republikein Mike Johnson gekozen als voorzitter van het Huis van afgevaardigden. Johnson volgt Kevin McCarthy op die op 3 oktober 2023 werd afgezet als voorzitter.[8]
- Religie
  - 1913 - Oprichting van het bisdom Rijsel in Frankrijk, afgesplitst van het aartsbisdom Kamerijk.
  - 2004 - Ontslag van Paul Schruers als bisschop van Hasselt. Hij wordt opgevolgd door zijn coadjutor Patrick Hoogmartens.
- Sport
  - 2021 - Henk ten Cate stopt als trainer van de voetbalclub Al-Wahda uit de Verenigde Arabische Emiraten. Het contract is volgens de club met wederzijds goedvinden ontbonden.[9]
- Wetenschap en technologie
  - 1671 - Ontdekking van de Saturnusmaan Iapetus door Giovanni Domenico Cassini. De maan is aan één zijde veel donkerder dan aan de andere zijde waardoor de maan wel wordt aangeduid als Yin-Yang maan.[10]
  - 1962 - Europa's eerste waterdrukkernreactor gaat in bedrijf, in Mol in België.
  - 1967 - Het laatste gat wordt gedicht in de dijk rond Zuidelijk Flevoland.[5]
  - 2001 - Microsoft brengt Windows XP uit.[5]
  - 2007 - Singapore Airlines verzorgt de allereerste commerciële vlucht van de Airbus A380.
  - 2021 - Een kleine aardscherende planetoïde (ca. 2m) met de naam 2021 UA1 passeert de Aarde op een afstand van zo'n 3050 km.[11]
  - 2022 - Er treedt een gedeeltelijke zonsverduistering op die waarneembaar is in Europa, Noord-Oost-Afrika, Midden-Oosten en West-Azië. Nergens op de wereld is de verduistering totaal. In Nederland en België bedraagt de grootte van de verduistering ongeveer 30%. Deze verduistering is de 55e in Sarosreeks 124.[12]
  - 2023 - Ruimtewandeling van de Roskosmos kosmonauten Oleg Kononenko en Nikolaj Tsjoeb voor de inspectie en montage van apparatuur aan de buitenzijde van het ISS. Verder brengen de ruimtewandelaars een nanosatelliet in de ruimte waarvan het uitvouwen van het zonnezeil niet goed lukt.[13]

## Geboren

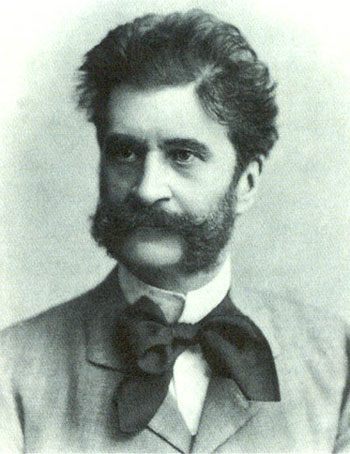
Johann Strauss jr.,
geboren in 1825

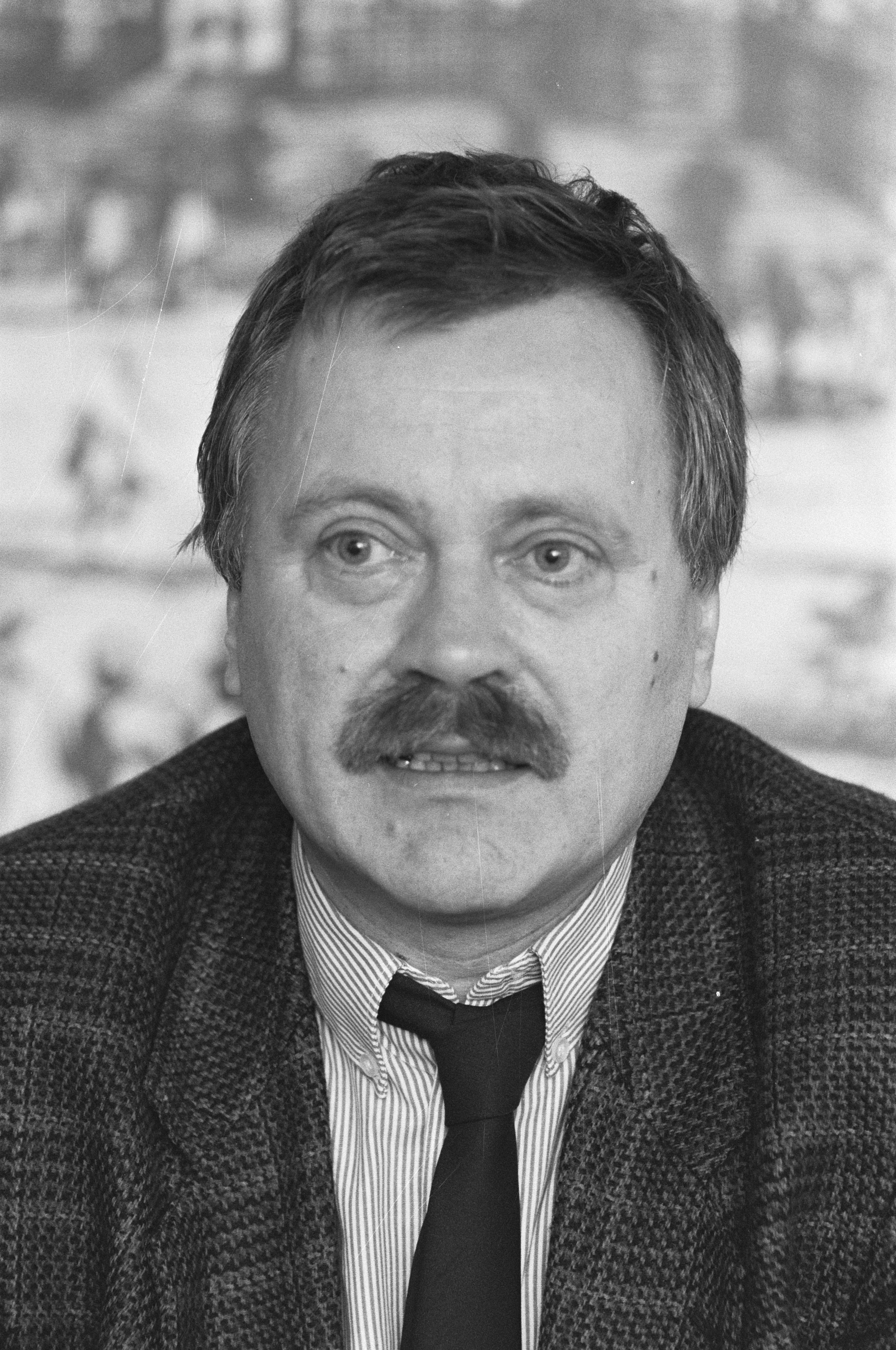
Willem Wilmink,
geboren in 1936

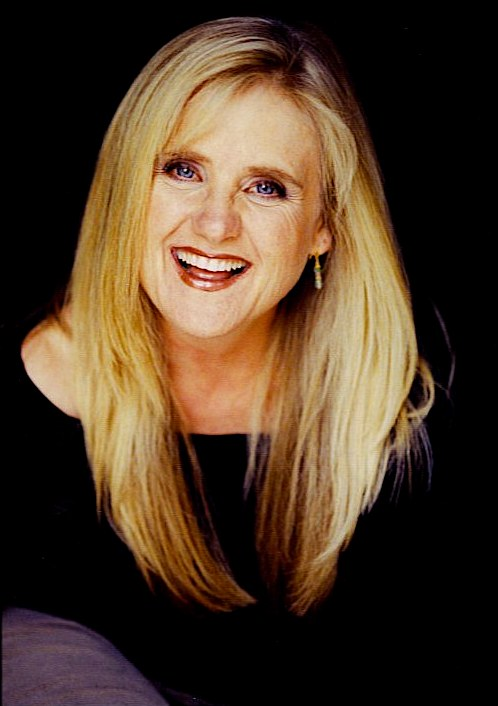
Nancy Cartwright,
geboren in 1957

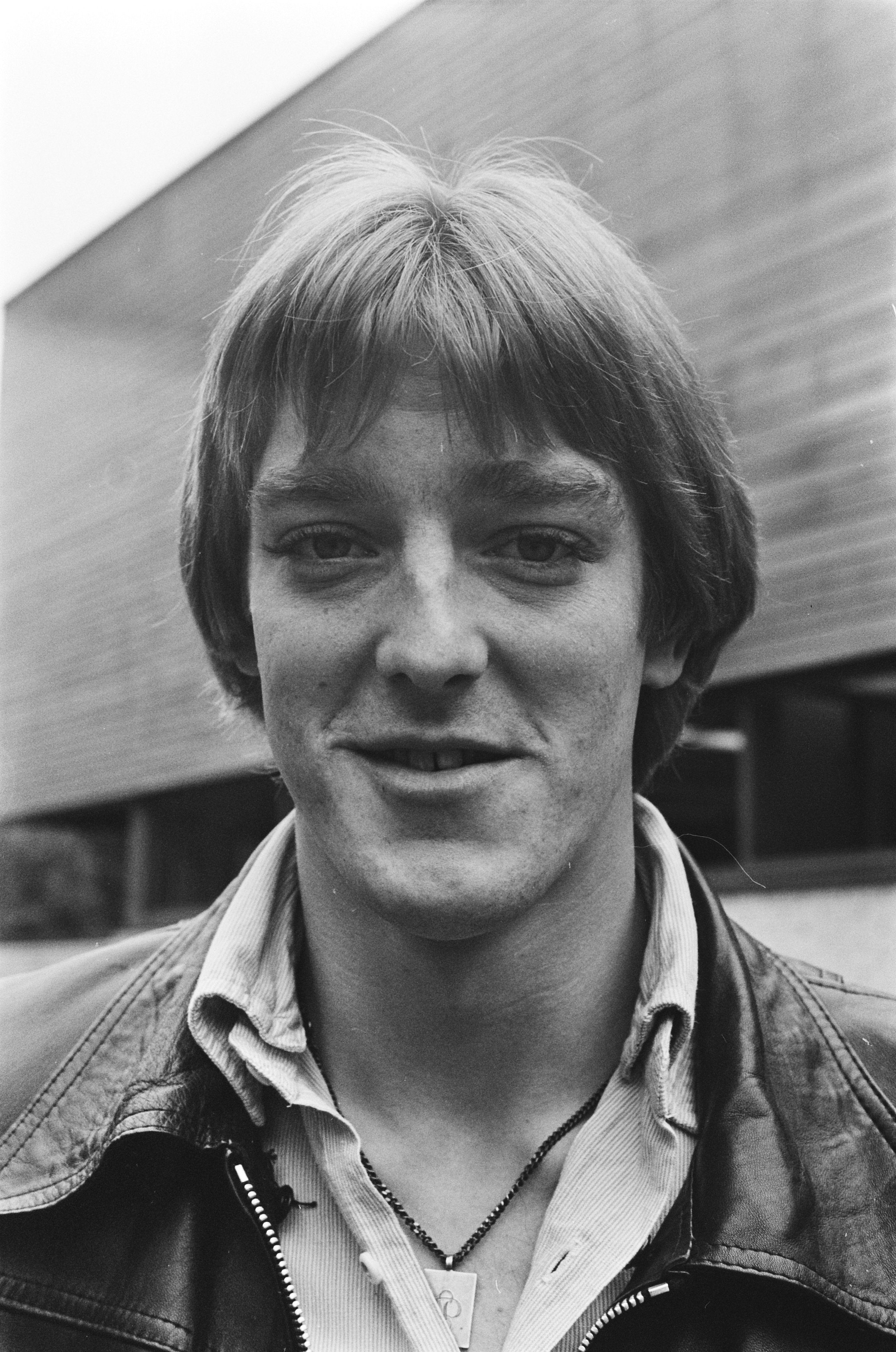
Piet Wildschut,
geboren in 1957

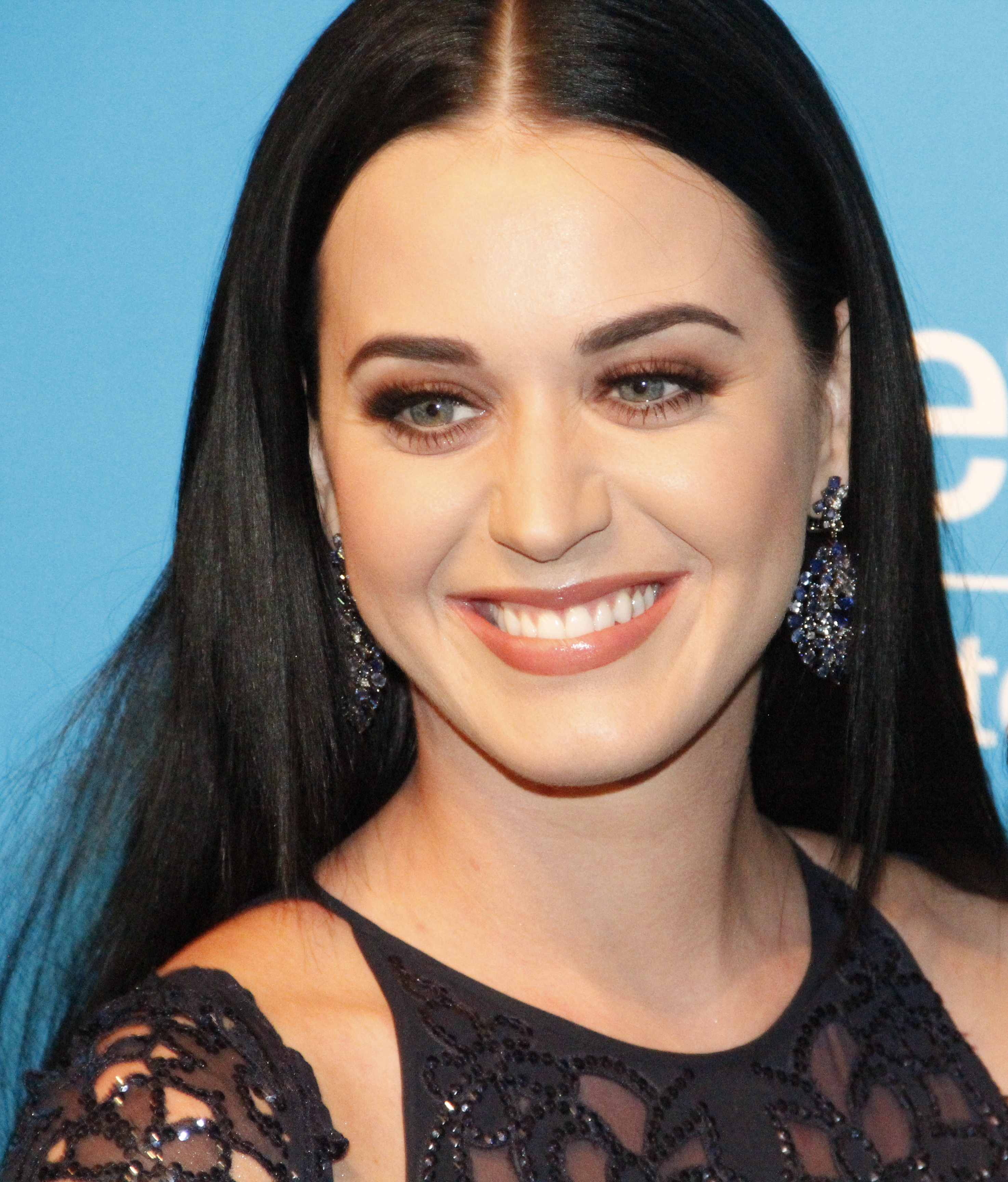
Katy Perry,
geboren in 1984

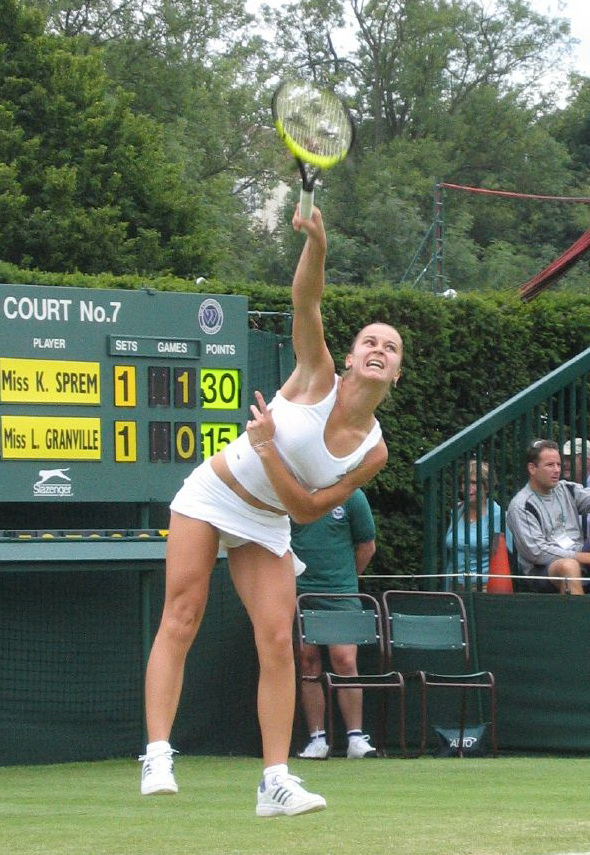
Karolina Šprem,
geboren in 1984

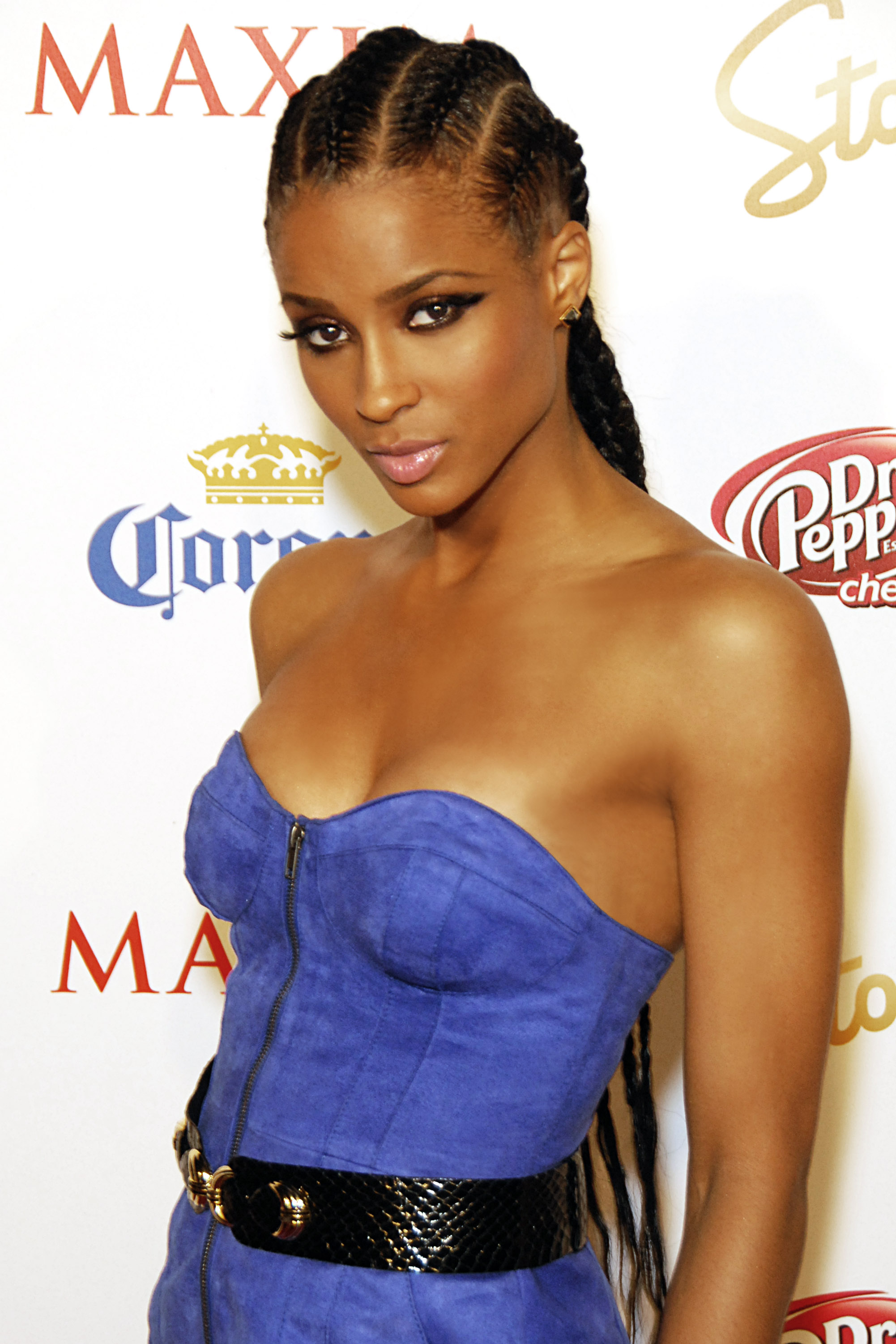
Ciara Harris,
geboren in 1985

- 1102 - Willem Clito, graaf van Vlaanderen (overleden 1128)
- 1612 - James Graham, Schots edelman (overleden 1650)
- 1692 - Elisabetta Farnese, prinses van Parma en koningin van Spanje (overleden 1766)
- 1755 - François Joseph Lefebvre, Frans militair (overleden 1820)
- 1767 - Benjamin Constant, Frans staatsman en schrijver (overleden 1830)
- 1768 - Frederik Willem van Nassau-Weilburg, vorst van Nassau-Weilburg (overleden 1816)
- 1775 - Zeger Hoolwerf, Nederlands burgemeester (overleden 1847)
- 1789 - Samuel Heinrich Schwabe, Duits astronoom (overleden 1875)
- 1790 - Robert Stirling, Schots uitvinder (overleden 1878)
- 1800 - Charles de Meester, Belgisch politicus (overleden 1855)
- 1803 - Maria Doolaeghe, Belgisch schrijfster (overleden 1884)
- 1806 - Max Stirner, Duits filosoof (overleden 1856)
- 1811 - Évariste Galois, Frans wiskundige (overleden 1832)
- 1825 - Johann Strauss jr., Oostenrijks componist (overleden 1899)
- 1838 - Georges Bizet, Frans componist (overleden 1875)
- 1864 - Aleksandr Gretsjaninov, Russisch componist (overleden 1956)
- 1866 - Thomas Armat, Amerikaans technicus en uitvinder (overleden 1948)
- 1869 - Jan Samijn, Belgisch syndicalist (overleden 1933)
- 1881 - Pablo Picasso, Spaans kunstenaar (overleden 1973)
- 1885 - Xavier Lesage, Frans ruiter (overleden 1968)
- 1886 - Leo G. Carroll, Brits acteur (overleden 1972)
- 1888 - Richard E. Byrd, Amerikaans piloot (overleden 1957)
- 1889 - Abel Gance, Frans filmpionier (overleden 1981)
- 1890 - Kōtarō Tanaka, Japans rechtsgeleerde, politicus en rechter (overleden 1974)
- 1895 - Levi Eshkol, derde premier van Israël (overleden 1969)
- 1895 - Robert van Genechten, Belgisch-Nederlands jurist, econoom, bestuurder en landverrader (overleden 1945)
- 1898 - Sidney J. van den Bergh, Nederlands politicus (overleden 1977)
- 1906 - Bets Dekens, Nederlands atlete (overleden 1992)
- 1908 - Gotthard Handrick, Duits modern vijfkamper (overleden 1978)
- 1909 - True Boardman, Amerikaans acteur en scenarioschrijver (overleden 2003)
- 1910 - Johnny Mauro, Amerikaans autocoureur (overleden 2003)
- 1911 - Roelof Frankot, Nederlands kunstschilder en fotograaf (overleden 1984)
- 1911 - Pieter van der Hoeven, Nederlands wetenschapper (overleden 1980)
- 1913 - Klaus Barbie, Duits oorlogsmisdadiger (overleden 1991)
- 1912 - George Kort, Surinaams onderwijzer en politicus (overleden 1983)
- 1914 - Piet Jong, Nederlands politiecommissaris (overleden 2010)
- 1919 - Luis H. Álvarez, Mexicaans politicus (overleden 2016)
- 1919 - Michel Remue, Belgisch wielrenner (overleden 1985)
- 1919 - Beate Uhse, Duits ondernemer (overleden 2001)
- 1921 - Michaël I van Roemenië, voormalig koning Roemenië (overleden 2017)
- 1923 - Achille Silvestrini, Italiaans kardinaal (overleden 2019)
- 1924 - Earl Palmer, Amerikaans drummer (overleden 2008)
- 1925 - Paul Van Dessel, Belgisch televisiedirecteur (overleden 2008)
- 1926 - Galina Visjnevskaja, Russisch sopraanzangeres (overleden 2012)
- 1927 - Jorge Batlle Ibáñez, Uruguayaans politicus (overleden 2016)
- 1927 - Lawrence Kohlberg, Amerikaans psycholoog (overleden 1987)
- 1927 - Lauretta Masiero, Italiaans actrice (overleden 2010)
- 1928 - Jeanne Cooper, Amerikaans actrice (overleden 2013)
- 1928 - Paulo Mendes da Rocha, Braziliaans architect (overleden 2021)
- 1928 - Marion Ross, Amerikaans actrice
- 1928 - Jakov Rylski, Sovjet-Russisch schermer (overleden 1999)
- 1928 - Patrick Peter Sacco, Amerikaans componist, muziekpedagoog, pianist, klarinettist, trompettist, tubaïst en zanger (overleden 2000)
- 1929 - Paul Schruers, Belgisch bisschop van Hasselt (overleden 2008
- 1930 - Harold Brodkey, Amerikaans schrijver (overleden 1996)
- 1930 - Christian Dewaey, Belgisch atleet
- 1930 - John Sprinzel, als Duits geboren Brits autocoureur, auteur en windsurfer (overleden 2021)
- 1931 - Annie Girardot, Frans actrice (overleden 2011)
- 1931 - Klaus Hasselmann, Duits oceanograaf en klimaatmodelleur
- 1932 - Harry Gregg, Noord-Iers voetbaldoelman (overleden 2020)
- 1932 - Jerzy Pawłowski, Pools schermer (overleden 2005)
- 1933 - Alfons Heuvelmans, Belgisch wielrenner (overleden 2020)
- 1934 - Simon Groot, Nederlands zaadveredelaar (overleden 2025)
- 1934 - Philip Lieberman, Amerikaans taalkundige (overleden 2022)
- 1934 - Anne-Ruth Wertheim, Nederlands docent, publicist en activist
- 1935 - Ton Hardonk, Nederlands burgemeester (overleden 2015)
- 1935 - André Telting, Surinaams politicus en bankier (overleden 2010)
- 1936 - Martin Gilbert, Brits historicus (overleden 2015)
- 1936 - Willem Wilmink, Nederlands dichter, schrijver en zanger (overleden 2003)
- 1937 - Jeanne Black, Amerikaans countryzangeres (overleden 2014)
- 1939 - Robert Cogoi, Belgisch zanger (overleden 2022)
- 1941 - Helen Reddy, Australisch zangeres en actrice (overleden 2020)
- 1941 - Anne Tyler, Amerikaans schrijfster
- 1941 - Pieter de Vink, Nederlands radio- en televisiejournalist en -presentator (overleden 2007)
- 1944 - Jon Anderson, Brits zanger
- 1944 - Erik Bang, Deens schaker
- 1946 - Bas Belder, Nederlands politicus
- 1946 - Elías Figueroa, Chileens voetballer
- 1946 - Stephan Remmler, Duits muzikant
- 1947 - Frank Munro, Schots voetballer (overleden 2011)
- 1947 - Maïté Nahyr, Belgisch actrice (overleden 2012)
- 1948 - Dave Cowens, Amerikaans basketballer en basketbalcoach
- 1948- Michael Cox, Engels biograaf en romanschrijver (overleden 2009)
- 1948 - Dan Issel, Amerikaans basketballer
- 1950 - Roger Davies, Engels voetballer
- 1950 - Chris Norman, Engels zanger
- 1951 - Joop Alberda, Nederlands volleybalcoach en sportbestuurder
- 1951 - Aad Meijboom, Nederlands politiefunctionaris
- 1951 - Jean-Pierre Morin, Canadees beeldhouwer
- 1952 - Vera Dua, Belgisch politicus
- 1953 - Gerart Kamphuis, Nederlands kunstschilder
- 1953 - Mark McNulty, Zimbabwaans golfer
- 1955 - Lito Lapid, Filipijns acteur en senator
- 1957 - Nancy Cartwright, Amerikaans actrice
- 1957 - Piet Wildschut, Nederlands voetballer
- 1958 - Kornelia Ender, Oost-Duits zwemster
- 1961 - Gerry Arling, Nederlands muzikant (overleden 2025)
- 1961 - Isabelle Guillot, Frans atlete
- 1961 - John Sivebæk, Deens voetballer
- 1961 - Chad Smith, Amerikaans drummer
- 1963 - Grace Padaca, Filipijns radiopresentatrice en politicus
- 1964 - Michael Boatman, Amerikaans acteur en auteur
- 1964 - Bernd Eichwurzel, Oost-Duits roeier
- 1964 - Nicole Hohloch, Duits zangeres
- 1964 - Johan de Kock, Nederlands voetballer
- 1964 - Nick Thorpe, Brits bassist (Curiosity Killed the Cat)
- 1964 - Peter Van den Begin, Belgisch acteur
- 1965 - Derrick Rostagno, Amerikaans tennisser
- 1967 - Raymond Sapoen, Surinaams politicus
- 1968 - Doris Fitschen, Duits voetbalster (overleden 2025)
- 1968 - Gilles Jacquier, Frans journalist (overleden 2012)
- 1968 - Tom Lenaerts, Belgisch televisiepresentator
- 1969 - Slavko Cicak, Zweeds schaker
- 1969 - Oleg Salenko, Russisch voetballer
- 1970 - Peter Aerts, Nederlands vechtsporter
- 1970 - Adam Goldberg, Amerikaans acteur
- 1970 - Damir Mršić, Bosnisch basketballer
- 1971 - Simon Charlton, Engels voetballer
- 1971 - Leslie Grossman, Amerikaans actrice
- 1971 - Patrick Lodiers, Nederlands presentator
- 1971 - Geoffrey Prommayon, Nederlands-Thais voetballer
- 1971 - Craig Robinson, Amerikaans acteur en komiek
- 1972 - Rodolfo Falcón, Cubaans zwemmer
- 1972 - Gunay Uslu, Nederlands politica (D66)
- 1973 - Fırat Aydınus, Turks voetbalscheidsrechter
- 1973 - Tara McLean, Canadees singer-songwriter
- 1974 - Henri Heeren, Nederlands voetballer
- 1974 - Agustín Julio, Colombiaans voetballer
- 1974 - Gil Semedo, Kaapverdisch zanger
- 1975 - Zadie Smith, Brits schrijfster
- 1975 - Antony Starr, Nieuw-Zeelands acteur
- 1976 - Ridouane Es Saadi, Belgisch atleet
- 1976 - Sonja Peters, Nederlands rolstoeltennisster
- 1976 - Anton Sicharoelidze, Russisch kunstschaatser
- 1977 - Mitică Pricop, Roemeens kanovaarder
- 1977 - Birgit Prinz, Duits voetbalster
- 1978 - Robert Madden, Schots voetbalscheidsrechter
- 1979 - Bat for Lashes, Brits rockmuzikante
- 1979 - Ramon Schilperoord, Nederlands golfer
- 1981 - Frederik Boi, Belgisch voetballer
- 1981 - Shaun Wright-Phillips, Engels voetballer
- 1982 - Aarik Wilson, Amerikaans atleet
- 1983 - Jessica Michele Hatfield, Amerikaans pornografisch actrice
- 1983 - François Hériau, Frans autocoureur
- 1983 - Christina Schütze, Duits hockeyster
- 1984 - Sara Lumholdt, Zweeds zangeres (A*Teens)
- 1984 - Katy Perry, Amerikaans zangeres
- 1984 - Karolina Šprem, Kroatisch tennisster
- 1984 -  James Cooke, Belgisch televisiepresentator en acteur
- 1985 - Esteban Granados, Costaricaans voetballer
- 1985 - Ciara Harris, Amerikaans zangeres
- 1985 - Michael Liendl, Oostenrijks voetballer
- 1985 - Kara Lynn Joyce, Amerikaans zwemster
- 1985 - Arkady Naiditsch, Duits schaker
- 1985 - Daniele Padelli, Italiaans voetballer
- 1985 - Christopher Sean, Amerikaans acteur
- 1986 - Eva Cleven, Nederlands dj en presentatrice
- 1986 - Roger Espinoza, Hondurees voetballer
- 1986 - Muhammad Taqi, Singaporees voetbalscheidsrechter
- 1987 - Fabian Creemers, Belgisch voetballer
- 1987 - Darron Gibson, Iers voetballer
- 1987 - Fabian Hambüchen, Duits turner
- 1987 - Chariya Nuya, Thais autocoureur
- 1988 - Daan Bovenberg, Nederlands voetballer
- 1988 - Senne Wyns, Belgisch judoka
- 1988 - Thomas Van Goethem, Belgisch acteur
- 1989 - Dwight Wille, Belgisch voetballer
- 1991 - Florent van Aubel, Belgisch hockeyer
- 1991 - Davide Faraoni, Italiaans voetballer
- 1992 - Clarisse Agbegnenou, Frans judoka
- 1992 - Davide Formolo, Italiaans wielrenner
- 1992 - Sergej Ridzik, Russisch freestyleskiër
- 1993 - Marko Maletić, Bosnisch-Nederlands voetballer
- 1994 - Richard Jouve, Frans langlaufer
- 1994 - Jefferson Lerma, Colombiaans voetballer
- 1995 - Jonas Vinck, Belgisch voetballer
- 1996 - PJ Dozier, Amerikaans basketballer
- 1996 - Dieter Kersten, Belgisch atleet
- 1997 - Federico Chiesa, Italiaans voetballer
- 1997 - Alexandre Delettre, Frans wielrenner
- 1997 - Raye (Rachel Agatha Keen), Brits zangeres
- 1998 - Felix Sandman, Zweeds zanger en acteur
- 2000 - Gabriel De Coster, Belgisch kajakker
- 2000 - Dan Ndoye, Zwitsers-Senegalees voetballer
- 2000 - Seita Nonaka, Japans autocoureur
- 2000 - Jonathan Panzo, Engels-Ivoriaans voetballer
- 2000 - Dominik Szoboszlai, Hongaars voetballer
- 2000 - Vincent Zhou, Amerikaans kunstschaatser
- 2001 - Elisabeth van België, (kroon)prinses van België
- 2001 - Marita Kramer, Nederlands-Oostenrijks schansspringster
- 2001 - Yuito Suzuki, Japans voetballer
- 2002 - Johnny Sequoyah, Amerikaans actrice
- 2003 - Petar Sučić, Bosnisch-Kroatisch voetballer
- 2004 - José Garfias, Mexicaans autocoureur
- 2006 - Netty Booms, Nederlands voetbalster
- 2006 - Romaissa Boukakar, Nederlands voetbalster

## Overleden
- 625 - Paus Bonifatius V

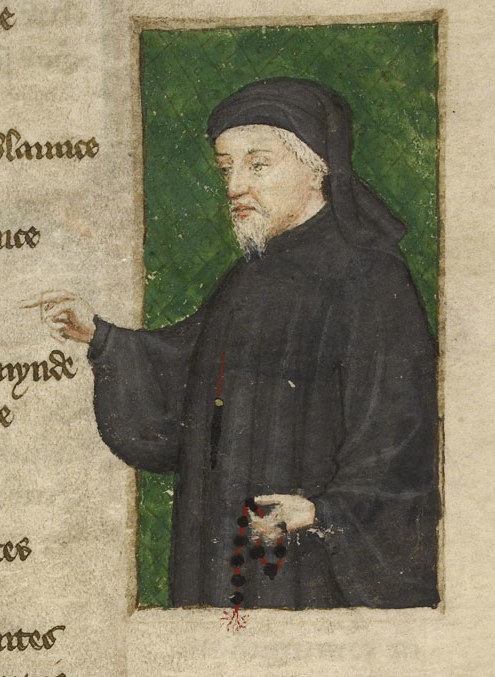
Geoffrey Chaucer
(mogelijk) overleden in 1400

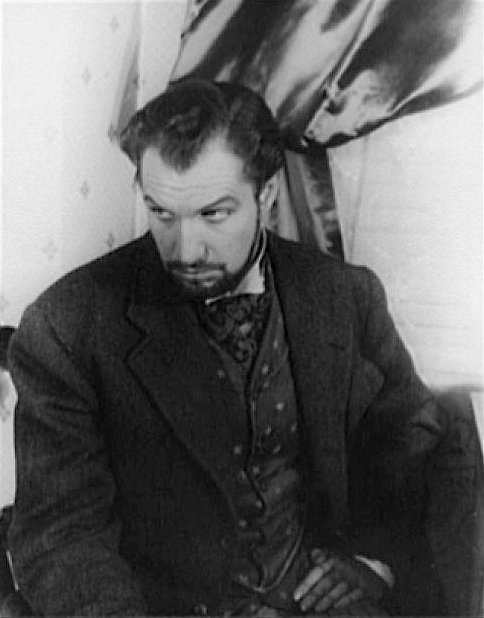
Vincent Price
overleden in 1993

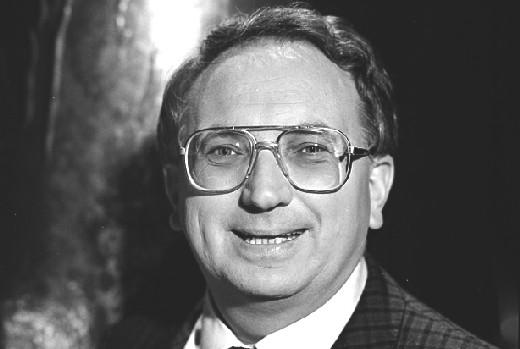
Frans van Dusschoten,
overleden in 2005

- 1047 - Magnus I (23), koning van Noorwegen en Denemarken
- 1154 - Stefanus (58), koning van Engeland
- 1400 - Geoffrey Chaucer (57), schrijver van de Canterbury Tales
- 1733 - Giovanni Saccheri (66), Italiaans wiskundige
- 1760 - George II (76), koning van Groot-Brittannië en Ierland
- 1775 - Johan Maurits Mohr (59), Nederlands-Duits predikant en astronoom
- 1780 - Jacob Adriaan du Tour (46), Nederlands bestuurder
- 1835 - Jacobus Scheltema (68), Fries jurist, publicist en politicus
- 1920 - Alexander I van Griekenland (27)
- 1928 - Francine Charderon (67), Frans kunstschilder
- 1935 - Henri Pirenne (72), Waals geschiedkundige
- 1941 - Robert Delaunay (56), Frans kunstschilder
- 1951 - Marie Amélie van Orléans (86), koningin van Portugal
- 1955 - Sadako Sasaki (12), Japans oorlogskind
- 1957 - Albert Anastasia (55), Italiaans-Amerikaans crimineel
- 1957 - Mary Beekman (73), Nederlands actrice
- 1957 - Lord Dunsany (79), Iers schrijver
- 1958 - José Gustavo Guerrero (82), Salvadoraans minister, diplomaat en rechter
- 1958 - Stuart Lewis-Evans (28), Brits autocoureur
- 1963 - Karl von Terzaghi (80), Oostenrijks civiel ingenieur en geoloog
- 1971 - Albert van Dalsum (82), Nederlands acteur, toneelleider en kunstschilder
- 1972 - Johnny Mantz (54), Amerikaans autocoureur
- 1973 - Abebe Bikila (41), Ethiopisch atleet
- 1973 - Émile Masson (85), Belgisch wielrenner
- 1977 - Mathilde Willink (39), Nederlands society figuur en stewardess
- 1984 - René Lorain (84), Frans atleet
- 1985 - Huub Baarsgarst (76), Nederlands bokser
- 1985 - Hans Kok (23), Nederlands kraker
- 1988 - Gilbert Neirinckx (92), Belgisch koordirigent en componist
- 1989 - Gerard Walschap (91), Belgisch auteur
- 1992 - Roger Miller (56), Amerikaans zanger
- 1993 - Vincent Price (82), Amerikaans acteur
- 1999 - Payne Stewart (42), Amerikaans golfer
- 2002 - Richard Harris (72), Iers filmacteur
- 2002 - Bram Leeuwenhoek (77, Nederlands atleet en olympisch bestuurder
- 2003 - Veikko Hakulinen (78), Fins biatleet en langlaufer
- 2003 - Piet Meijn (82), Nederlands ondernemer en uitvinder
- 2004 - John Peel (65), Engels radiomaker
- 2005 - Frans van Dusschoten (72), Nederlands imitator en conferencier
- 2006 - Gerrit Uittenbosch (70), Nederlands voetballer
- 2007 - Jan Vis (69), Nederlands artiestenmanager
- 2008 - Federico Luzzi (28), Italiaans tennisser
- 2009 - Fritz Darges (96), Duits militair
- 2010 - Lisa Blount (53), Amerikaans film- en televisieactrice en producent
- 2010 - Gregory Isaacs (59), Jamaicaans reggae-artiest
- 2012 - Joop Stokkermans (75), Nederlands componist en pianist
- 2013 - Jenny Dalenoord (95), Nederlands kinderboekenillustratrice en kunstenares
- 2013 - Arthur Danto (89), Amerikaans kunstcriticus en filosoof
- 2013 - Tommy McConville (67), Iers voetballer
- 2013 - Marcia Wallace (70), Amerikaans (stem)actrice
- 2014 - Jack Bruce (71), Brits bassist en zanger
- 2015 - Frans van Gool (93), Nederlands architect
- 2015 - Cecil Lolo (27), Zuid-Afrikaans voetballer
- 2016 - Carlos Alberto Torres (72), Braziliaans voetballer
- 2016 - Pim Blanken (76), Nederlands burgemeester
- 2016 - Kevin Curran (59), Amerikaans scenarioschrijver
- 2018 - Sonny Fortune (79), Amerikaans jazzmuzikant
- 2018 - Ruth Gates (56), Amerikaans marien bioloog
- 2020 - Jan Boerman (97), Nederlands componist
- 2020 - Ruth Brouwer (90), Nederlands beeldhouwster, medailleur en tekenares
- 2020 - Bert Jansen (69), Nederlands voetballer
- 2021 - Willie Cobbs (88), Amerikaans bluesmuzikant
- 2021 - Fofi Gennimata (56), Grieks politica
- 2022 - Mike Davis (76), Amerikaans schrijver, activist en academicus
- 2022 - Gordon Fee (88), Amerikaans theoloog
- 2022 - Brian Robinson (91), Brits wielrenner
- 2022 - Pierre Soulages (102), Frans kunstschilder en beeldhouwer
- 2024 -Wolfgang Abel (65), Duits-Italiaans seriemoordenaar
- 2024 - David Harris (75), Amerikaans acteur

## Viering/herdenking
- Baskenland - Herdenking van het referendum dat in 1979 het autonomiestatuut goedkeurde, waarmee de regio een autonome gemeenschap werd
- Rooms-katholieke kalender:
  - Kerkwijdingsfeest van de eigen kerk (enkel voor de Nederlandse kerkprovincie en indien de historische verjaardag niet gevierd wordt).
  - Heilige Crispinus en Crispinianus († 285), patroonheilige van de schoenmakers en leerbewerkers
  - Heilige 40 martelaren van Engeland en Wales († tussen 1535 en 1679)
  - Heilige Tabitha (van Joppe) († 1e eeuw)
  - Heilige Chrysanthus en Daria van Rome († c. 284)
  - Heilige Gaudentius van Brescia († 410)
  - Heilige Minias van Florence († 250)
  - Heilige Paus Bonifatius I († 422)

## Weerextremen

### Nederland
| | Officiële records | Officiële records | Officiële records |      | Landelijke records | Landelijke records | Landelijke records              |
| Gebeurtenis | Jaar              | Extreem           | Locatie           | Jaar | Extreem            | Locatie            |                                 |
| --- | ----------------- | ----------------- | ----------------- | ---- | ------------------ | ------------------ | ------------------------------- |
| Laagste etmaalgemiddelde temperatuur (°C) | 1922              | 0,5               | De Bilt           |      | 1922               | 0,3                | Maastricht                      |
| Hoogste etmaalgemiddelde temperatuur (°C) | 2013              | 14,7              | De Bilt           |      | 2013               | 15,9               | Maastricht                      |
| Laagste minimumtemperatuur (°C) | 1922              | −5,9              | De Bilt           |      | 1922               | −5,9               | De Bilt                         |
| Hoogste minimumtemperatuur (°C) | 2005              | 13,4              | De Bilt           |      | 2005               | 14,2               | Vlieland                        |
| Laagste maximumtemperatuur (°C) | 1946              | 6,3               | De Bilt           |      | 1940               | 4,7                | Maastricht                      |
| Hoogste maximumtemperatuur (°C) | 1953              | 18,3              | De Bilt           |      | 1949 2013          | 19,7               | Maastricht Ell                  |
| Hoogste uurgemiddelde windsnelheid (m/s) | 1917              | 15,9              | De Bilt           |      | 1917               | 24,7               | De Kooy                         |
| Hoogste windstoot (m/s) | 1998              | 20,0              | De Bilt           |      | 2002               | 32,0               | Schaar                          |
| Langste zonneschijnduur (uur) | 1920, 1947        | 8,9               | De Bilt           |      | 1951 2010          | 9,2                | De Kooy, Vlissingen Gilze-Rijen |
| Langste neerslagduur (uur) | 1992              | 13,4              | De Bilt           |      | 1966               | 13,9               | Maastricht                      |
| Hoogste etmaalsom van de neerslag (mm) | 1992              | 29,7              | De Bilt           |      | 1992               | 29,7               | De Bilt                         |
| Laagste etmaalgemiddelde relatieve vochtigheid (%) | 1917              | 57                | De Bilt           |      | 1946               | 46                 | Maastricht                      |
| Laagste uurwaarde luchtdruk op zeeniveau (hPa) | 1998              | 978,7             | De Bilt           |      | 1998               | 971,5              | Hoorn Terschelling              |
| Hoogste uurwaarde luchtdruk op zeeniveau (hPa) | 1958              | 1035,7            | De Bilt           |      | 1958               | 1036,4             | Eindhoven, Gilze-Rijen          |
| Officiële records worden altijd gemeten op het KNMI-weerstation in De Bilt. Landelijke records kunnen worden gemeten op elk officieel KNMI-weerstation in Nederland. |                   |                   |                   |      |                    |                    |                                 |

Uitzonderlijke gebeurtenissen
- 1953 - Laatste officiële zachte dag van het jaar (maximumtemperatuur ≥ 15 °C in De Bilt)
- 1976 - Laatste officiële zachte dag van het jaar (maximumtemperatuur ≥ 15 °C in De Bilt)
- 2000 - Laatste officiële zachte dag van het jaar (maximumtemperatuur ≥ 15 °C in De Bilt)
- 2023 - Officieel laagste maximumtemperatuur in °C van oktober dit jaar gemeten in De Bilt: 10,3

### België
Dagrecords
- 1922 - Laagste etmaalgemiddelde temperatuur 1,9 °C
- 2005 - Hoogste etmaalgemiddelde temperatuur 15,7 °C
- 2003 - Laagste minimumtemperatuur −3,5 °C[16]
- 1949 - Hoogste maximumtemperatuur 20 °C
- 1930 - Hoogste etmaalsom van de neerslag 21,1 mm

Uitzonderlijke gebeurtenissen
- 1907 - Tornado veroorzaakt plaatselijk schade in Bertrix.
- 1984 - Onweersbuien veroorzaken veel schade in Vlaanderen.
- 2003 - Op veel plaatsen daalt de minimumtemperatuur tot rond -10 °C.

<< · 1 · 2 · 3 · 4 · 5 · 6 · 7 · 8 · 9 · 10 · 11 · 12 · 13 · 14 · 15 · 16 · 17 · 18 · 19 · 20 · 21 · 22 · 23 · 24 · 25 · 26 · 27 · 28 · 29 · 30 · 31 · >>